# Козарь, Мария Юрьевна
Мария Юрьевна Козарь (укр. Марія Юріївна Козар; 10 апреля 1932 года, село Великие Лучки, Чехословакия) — колхозница, бригадир комплексной бригады колхоза имени Ленина Мукачевского района Закарпатской области, Украинская ССР. Герой Социалистического Труда (1973). Депутат Верховного Совета УССР 9—10 созывов. Лауреат Государственной премии Украинской ССР.

## Биография
Родилась 10 апреля 1932 года в крестьянской семье в селе Великие Лучки, Чехословакия (сегодня — Мукачевский район Закарпатской области). Получила среднее образование.
С 1947 года — рабочая колхоза имени Ленина села Большие Лучки Мукачевского района Закарпатской области. В 1951 году была назначена звеньевой.
С 1951 года — звеньевая и с 1967 года — бригадир комплексной бригады по выращиванию кукурузы колхоза имени Ленина. Бригада, руководимая Марией Козарь, ежегодно собирала более 100 центнеров кукурузного зерна с каждого гектара с участка площадью 300 гектаров. В 1979 году было получено в среднем по 115 центнеров с гектара.
В 1962 году вступила в КПСС. В 1971 году была удостоена звания Героя Социалистического Труда за выдающиеся трудовые достижения.
Избиралась депутатом Верховного Совета УССР 9—10 созывов от Мукачевского избирательного округа и делегатом XXV съезда КПСС.

## Награды
- медаль «Серп и Молот» (08.12.1973)
- два ордена Ленина (08.04.1971; 08.12.1973)
- орден Дружбы народов (07.07.1986)
- орден «Знак Почёта» (23.06.1966)
- медаль «За трудовую доблесть» (26.02.1958)